# Сюро, Франсуа
Франсуа́ Сюро́ (фр. François Sureau; род. 19 сентября 1957, Париж, Сена, Франция) — французский адвокат, государственный служащий, писатель

.

## Биография
Окончил Национальную школу администрации. В возрасте 23 лет начал работать аудитором в Государственном совете Франции, через 15 лет административной карьеры стал адвокатом в Парижской коллегии, защищая как интересы государства, так и соискателей политического убежища. В 1983 году опубликовал свою первую книгу — «Terre inconnue, récit de voyage» (Неизвестная земля, рассказ о путешествии).
В 2016 году получил за книгу «Je ne pense plus voyager — La mort de Charles de Foucauld» Комбурскую премию, которой ежегодно поощряется писатель, чей труд наилучшим образом чтит память Шатобриана.
Представлял интересы Лиги прав человека, выступая в заседании Конституционного совета против введения ответственности за регулярный просмотр веб-сайтов террористических группировок (5 декабря 2017 года КС подтвердил своё решение от 10 февраля 2017 года о неконституционности преследования за посещение каких-либо сетевых ресурсов, поскольку факт такого просмотра не доказывает намерения совершить преступление).
Более четверти века поддерживает дружеские отношения с Франсуа Фийоном, оказывал ему правовую помощь в период противостояния с Жаном-Франсуа Копе, а также выделил своего сотрудника Антонена Леви (сына Бернара-Анри Леви) для представления интересов супруги Фийона, Пенелопы Фийон, после обвинения в фиктивном найме парламентских помощников. Зарекомендовал себя сторонником Эмманюэля Макрона, активно участвовал в разработке устава партии «Вперёд, Республика!». Последовательный католик, основал вместе со своей женой, уроженкой Египта Айям, Ассоциацию помощи беженцам (не признаёт определение «мигрант», поскольку, по его словам, «мигрируют только животные»). Часть своего досуга посвящает истории Франции, известна его характеристика короля Генриха IV: «Это Нетаньяху, который обратился в ислам».
15 октября 2020 года избран во Французскую академию, заняв кресло, остававшееся вакантным после смерти Макса Галло.

## Избранные труды

### Основные
- Terre inconnue, récit de voyage, Paris, éditions Saint-Germain-des-Prés, 1983, ISBN 2-243-01893-4
- À l’est du monde, avec Gilles Etrillard, Paris, Fayard, 1983, ISBN 2-213-01285-7
- L’Indépendance à l'épreuve (économie), Paris, Éditions Odile Jacob, 1988, ISBN 2738100244
- La Corruption du siècle, Paris, Gallimard, 1988, ISBN 2070713865, prix Colette[фр.] et prix Paul-Flat[фр.] de l’Académie française 1989
- Garçon, de quoi écrire, avec Jean d’Ormesson, Paris, Gallimard, 1989, ISBN 2070717623
- Несчастье[фр.] / L’Infortune, Paris, Gallimard, 1990, ISBN 207072073X, grand prix du roman de l’Académie française
- L’Aile de nos chimères, Paris, Gallimard, 1993, ISBN 2070729249
- Les Hommes n’en sauront rien, Paris, Grasset, 1995, ISBN 2246493315
- Le Sphinx de Darwin, Paris, Fayard, Echos, 1997, ISBN 221359838X, prix Goncourt de la nouvelle[фр.]
- Lambert Pacha, Paris, Grasset, 1998, ISBN 224656641X
- Les Alexandrins, Paris, Gallimard, 2003, ISBN 2070768333, Prix Méditerranée[фр.]
- La Chanson de Passavant (poésie), Paris, Gallimard, 2005, ISBN 2070774635
- L’Obéissance, Paris, Gallimard, 2007, ISBN 978-2-07-078192-8
- Иниго, портрет[фр.] / Inigo, portrait, Paris, Gallimard, 2010, ISBN 978-2-07-044536-3
- Sans bruit sans trace (poésie), Paris, Gallimard, 2011, ISBN 978-2-07-013620-9
- Le Chemin des morts, Paris, Gallimard, 2013, ISBN 978-2-07-014219-4
- Je ne pense plus voyager — La mort de Charles de Foucauld, Paris, Gallimard, 2016, ISBN 978-2-07-017917-6
- Sur les bords de tout — La chanson de Passavant III (poésie), Paris, Gallimard, 2016, ISBN 978-2-07-017838-4
- Pour la liberté. Répondre au terrorisme par la raison, Paris, Tallandier, 2017
- Sans la liberté, Paris, Gallimard, Tracts n° 8, 25 septembre 2019, ISBN 978-2-07-285425-5
- L’Or du temps, Paris, Gallimard, 28 mai 2020, ISBN 2072888549

### Прочие
- " Voici la guerre ", статья в Le Figaro после потерь французского спецназа в засаде в долине Узбин[фр.] в августе 2008 года (Афганистан)[10]
- Préface à la Correspondance Chardonne[фр.]/Paulhan, Paris, Fayard, 1999
- L’Obéissance, bande-dessinée de Franck Bourgeron[фр.] à partir du livre de François Sureau, Paris, Futuropolis, 2009, ISBN 978-2-75-480279-6
- J’ai des soldats sous mes ordres : deux mystères évangéliques, dessins de Paul-Eugène Dannaud, Paris, Salvator, 2014, ISBN 978-2-7067-1117-6

## Награды
- Офицер Ордена Почётного легиона (2012)[11].
- Кавалер Ордена морских заслуг (2008)[12].
- Офицер Ордена Искусств и литературы (2009)[13].